# Adventures of Lolo 2
Adventures of Lolo 2 (アドベンチャーズ オブ ロロ Adobenchāzu obu Roro?) är ett pusselspel från 1990, utvecklat av HAL Corporation till NES.
Spelet återutgavs till Wii Virtual Console den 21 januari 2008.

### Fotnoter
1. 1 2  ”Adventures of Lolo 2”. NES DB. 27 februari 1990. Arkiverad från originalet den 26 april 2014. https://web.archive.org/web/20140426201628/http://www.nesdb.se/game_more.php?id=36&rid=1. Läst 26 april 2014.
2. ↑  Marcel van Duyn (22 januari 2008). ”Review: Adventures of Lolo 2”. nintendolife.com. http://www.nintendolife.com/reviews/2008/01/adventures_of_lolo_2_virtual_console. Läst 26 april 2014.